# Perissomerus dasytes
Perissomerus dasytes là một loài bọ cánh cứng trong họ Cerambycidae.